# Dipartimento di Daoukro
Il dipartimento di Daoukro è un dipartimento della Costa d'Avorio. È situato nella regione di Iffou, distretto di Lacs.
Nel censimento del 2014 è stata rilevata una popolazione di 113.366 abitanti.
Il dipartimento è suddiviso nelle sottoprefetture di Daoukro, Ettrokro, N'Gattakro e Samanza.